# Malabaila opoponax
Malabaila opoponax är en flockblommig växtart som beskrevs av Henri Ernest Baillon. Malabaila opoponax ingår i släktet Malabaila och familjen flockblommiga växter. Inga underarter finns listade i Catalogue of Life.